# Ларрі Бонд
Лоуренс Л. Бонд (народився 11 червня 1951) — американський письменник і дизайнер воєнних ігор. Він є розробником ігрових систем Harpoon і Command at Sea, а також кількох доповнень до них. Приклади його численних романів включають Dangerous Ground, Day of Wrath, The Enemy Within, Cauldron, Vortex і Red Phoenix. Він також разом із Томом Кленсі написав відомий роман «Червоний шторм підіймається».

## Молодість і освіта
Ларрі Бонд народився 11 червня 1951 року і виріс на околицях міста Сент-Пола, Міннесота. Коли Ларрі було вісім років, дядько подарував йому екземпляр гри Afrika Korps, що підштовхнуло його інтерес до воєнних ігор на все життя. У 1973 році Ларрі Бонд закінчив коледж Св. Томаса зі ступенем у галузі кількісних методів досліджень і два роки працював програмістом, перш ніж приєднатися до ВМС США.

## Кар'єра

### ВМС США
Ларрі Бонд закінчив школу кандидатів в офіцери ВМС США в Ньюпорті, Род-Айленд у 1976 році. Він провів шість років на дійсній військово-морській службі, у тому числі чотири роки на есмінцях, а потім два роки в Програмі розвідки військово-морського резерву. Після того, як залишив військово-морський флот, він працював морським аналітиком у консалтингових компаніях з питань оборони у Вашингтоні, округ Колумбія.

### Ігрова система Harpoon

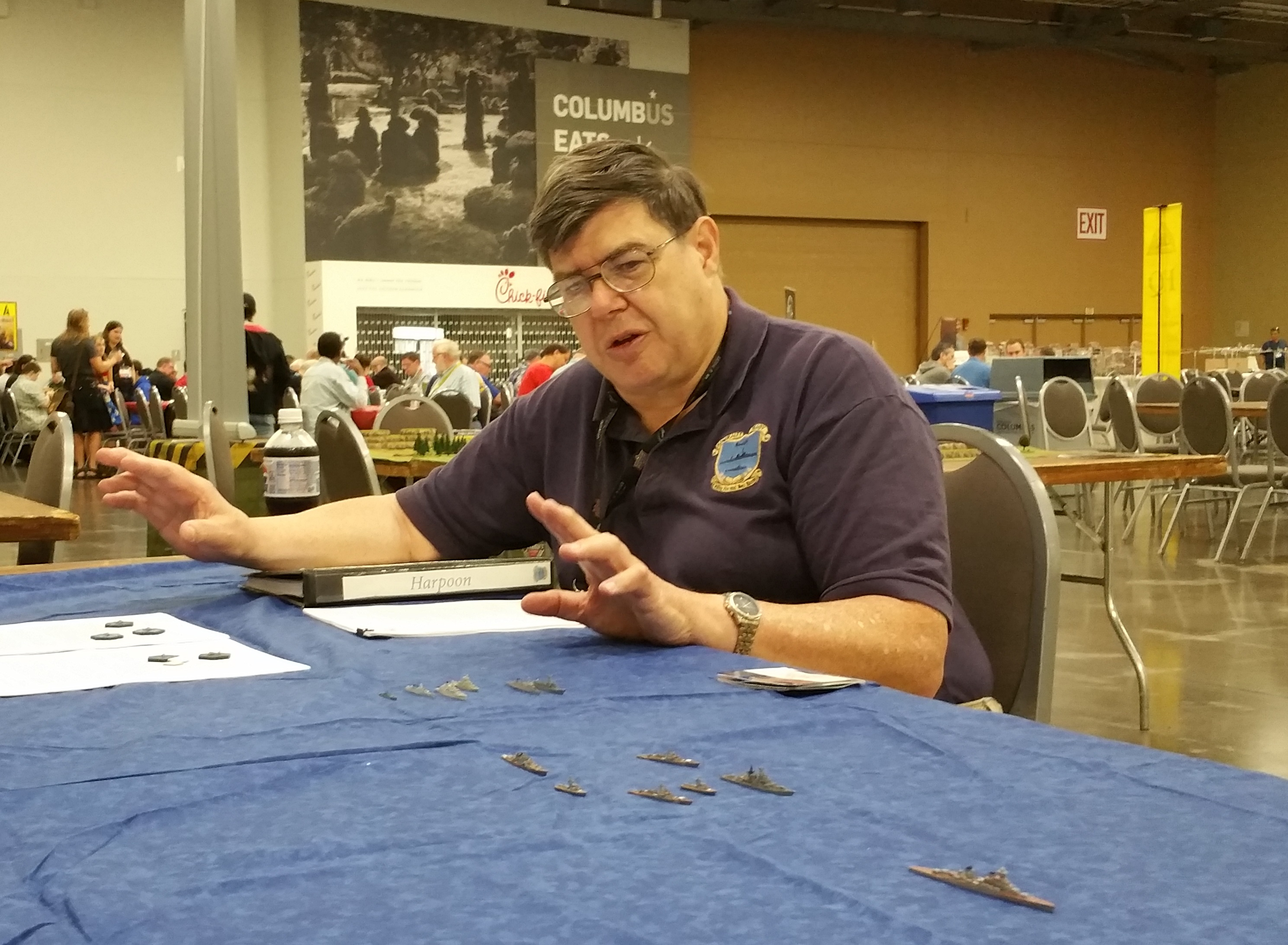
Автор Ларрі Бонд на Origins 2018

Ігрова система Ларрі Бонда «Harpoon» була вперше опублікована в 1980 році. Розроблений як універсальний військово-морський симулятор морської авіації, надводних і підводних човнів, він поєднує в собі зручність гри з великою кількістю інформації про сучасні системи морської зброї. Розроблений для гравців початкового рівня, він знайшов визнання як на комерційному ринку, так і в професійній морській спільноті. Його використовують у Військово-морській академії, кількох установках ROTC і на кількох надводних кораблях як допоміжний засіб для навчання.
У своєму четвертому виданні Harpoon отримав нагороду HG Wells Award, нагороду професійної асоціації, як у 1981, так і в 1987 роках як найкраща мініатюрна гра року. Комп'ютерна версія гри вперше з'явилася в 1989 році та виграла нагороду «Wargame of the Year 1990» від профільного журналу Computer Gaming World.

### Літературна кар'єра
Бонд розпочав свою письменницьку кар'єру, співпрацюючи з Томом Кленсі над романом «Червоний шторм підіймається» (1986), бестселером New York Times, який став одною із найбільш продаваних книг 1980-х років. Він зображував гіпотетичний конфлікт між НАТО та організацією Варшавського договору, значною мірою спираючись на поточний аналіз того, яким би був такий конфлікт. Його використовували у Військово-морському коледжі.
Відтоді книги Бонда зображують військові та політичні кризи, наголошуючи на точності та швидкому темпі сюжету. «Червоний фенікс», «Вихор» і «Котел» були бестселерами New York Times. Дія «Червоний фенікс» відбувається в Південній Кореї та зображує вторгнення на південь, спровоковане урядом Північної Кореї. «Вихор» розповідає історію реакційного уряду африканерів, який намагається повернути відновити втрачене у Південній Африці. «Котел» показує фінансову кризу в Європі, яка вийшла з-під контролю, що призвело до військового протистояння між Францією, Німеччиною та країнами Східної Європи (Польща, Чехія, Угорщина), яких підтримують Сполучені Штати.

## Особисте життя
Бонд живе в Спрингфілді, штат Вірджинія. Він і його дружина Жанна є батьками двох доньок.

### З Томом Кленсі
- Червоний шторм підіймається, 1986

### З Патріком Ларкіним
- Червоний Фенікс, 1989
- Вихор, 1991
- Котел, 1993
- Внутрішній ворог, 1996
- День гніву, 1998

### З Крісом Карлсоном
- Lash-Up, 2015
- Червоний фенікс горить, 2016

#### Серія «Джеррі Мітчелл».
- Небезпечна земля, 2005
- Холодний вибір, 2009
- План виходу, 2012
- Розбитий тризуб, 2013
- Поховання в морі, 2013
- Фатальний грім, 2016
- Арктичний гамбіт, 2018

### З Джимом Дефелісом

#### Перша командна серія
1. Перша команда Ларрі Бонда, 2004
2. Перша команда Ларрі Бонда: Ангели гніву, 2006
3. Перша команда Ларрі Бонда: Пожежа війни, 2006
4. Перша команда Ларрі Бонда: Душа вбивці, 2008

#### Серія «Повстання червоного дракона».
1. Червоний дракон: Повстання Ларрі Бонда: Тіні війни, 2009
2. Повстання червоного дракона: На межі війни Ларрі Бонда, 2010
3. Повстання червоного дракона Ларрі Бонда: Шок війни, 2012
4. Червоний дракон: Повстання червоного дракона: Кров війни Ларрі Бонда, 2013

### Під редакцією Ларрі Бонда
- Crash Dive: True Stories of Submarine Combat, 2010